# Laugabólsfjall
Laugabólsfjall är ett berg i republiken Island. Det ligger i regionen Västfjordarna, 190 km norr om huvudstaden Reykjavík. Toppen på Laugabólsfjall är 600 meter över havet, eller 476 meter över den omgivande terrängen. Bredden vid basen är 6,2 km.
Trakten runt Laugabólsfjall är nära nog obefolkad, med mindre än två invånare per kvadratkilometer. Närmaste större samhälle är Þingeyri, omkring 19 kilometer norr om Laugabólsfjall. Trakten runt Laugabólsfjall består i huvudsak av gräsmarker.